# Kroatië op de Olympische Zomerspelen 2020
Kroatië nam deel aan de Olympische Zomerspelen 2020 in Tokio, Japan.

## Medailleoverzicht
| Medaille | Naam                            | Sport     | Onderdeel       | Datum      |
| -------- | ------------------------------- | --------- | --------------- | ---------- |
| Goud     | Matea Jelić                     | Taekwondo | -67kg (v)       | 26 juli    |
| Goud     | Martin Sinković Valent Sinković | Roeien    | twee-zonder (m) | 29 juli    |
| Goud     | Mate Pavić Nikola Mektić        | Tennis    | dubbelspel (m)  | 30 juli    |
|          |                                 |           |                 |            |
| Zilver   | Marin Čilić Ivan Dodig          | Tennis    | dubbelspel (m)  | 30 juli    |
| Zilver   | Tonči Stipanović                | Zeilen    | laser (m)       | 1 augustus |
| Zilver   | Tin Srbić                       | Turnen    | rekstok (m)     | 3 augustus |
|          |                                 |           |                 |            |
| Brons    | Toni Kanaet                     | Taekwondo | -80 kg (m)      | 26 juli    |
| Brons    | Damir Martin                    | Roeien    | skiff (m)       | 30 juli    |

## Atleten
| sport       | mannen | vrouwen | totaal |
| ----------- | ------ | ------- | ------ |
| Atletiek    | 1      | 6       | 7      |
| Boksen      | 1      | 1       | 2      |
| Gymnastiek  | 1      | 1       | 2      |
| Judo        | 0      | 3       | 3      |
| Kanovaren   | 1      | 2       | 3      |
| Karate      | 1      | 0       | 1      |
| Roeien      | 3      | 0       | 3      |
| Schietsport | 1      | 3       | 4      |
| Taekwondo   | 2      | 2       | 4      |
| Tafeltennis | 3      | 0       | 3      |
| Tennis      | 4      | 2       | 6      |
| Waterpolo   | 13     | 0       | 13     |
| Wielersport | 1      | 0       | 1      |
| Worstelen   | 2      | 0       | 2      |
| Zeilen      | 3      | 1       | 4      |
| Zwemmen     | 1      | 1       | 2      |
| totaal      | 40     | 20      | 60     |

## Sporten

### Atletiek
Mannen
Technische nummers
| atleet           | onderdeel   | kwalificaties | kwalificaties | finale         | finale         |
| atleet           | onderdeel   | afstand       | rang          | afstand        | rang           |
| ---------------- | ----------- | ------------- | ------------- | -------------- | -------------- |
| Filip Mihaljević | kogelstoten | 20,67         | 15            | niet geplaatst | niet geplaatst |

Vrouwen
Loopnummers
| atleet              | onderdeel | series | series | kwartfinale | kwartfinale | halve finale | halve finale | finale  | finale |
| atleet              | onderdeel | tijd   | rang   | tijd        | rang        | tijd         | rang         | tijd    | rang   |
| ------------------- | --------- | ------ | ------ | ----------- | ----------- | ------------ | ------------ | ------- | ------ |
| Bojana Bjeljac      | marathon  | n.v.t. | n.v.t. | n.v.t.      | n.v.t.      | n.v.t.       | n.v.t.       | 2:39.32 | 53     |
| Matea Parlov Koštro | marathon  | n.v.t. | n.v.t. | n.v.t.      | n.v.t.      | n.v.t.       | n.v.t.       | 2:33.18 | 21     |

Technische nummers
| atlete          | onderdeel    | kwalificaties       | kwalificaties       | finale         | finale         |
| atlete          | onderdeel    | afstand             | rang                | afstand        | rang           |
| --------------- | ------------ | ------------------- | ------------------- | -------------- | -------------- |
| Sandra Perković | discuswerpen | 63,75               | 3 q                 | 65,01          | 4              |
| Marija Tolj     | discuswerpen | 61,48               | 13                  | niet geplaatst | niet geplaatst |
| Ana Šimić       | hoogspringen | 1,86                | 25                  | niet geplaatst | niet geplaatst |
| Sara Kolak      | speerwerpen  | geen geldige poging | geen geldige poging | niet geplaatst | niet geplaatst |

### Boksen
Mannen
| atleet       | onderdeel        | eerste ronde         | tweede ronde         | kwartfinale          | halve finale         | finale               | rang           |
| atleet       | onderdeel        | tegenstander uitslag | tegenstander uitslag | tegenstander uitslag | tegenstander uitslag | tegenstander uitslag | rang           |
| ------------ | ---------------- | -------------------- | -------------------- | -------------------- | -------------------- | -------------------- | -------------- |
| Luka Plantić | halfzwaargewicht | Al-Hindawi W 3 - 2   | Romero V 1 - 4       | niet geplaatst       | niet geplaatst       | niet geplaatst       | niet geplaatst |

Vrouwen
| atlete         | onderdeel    | eerste ronde         | tweede ronde         | kwartfinale          | halve finale         | finale               | rang           |
| atlete         | onderdeel    | tegenstander uitslag | tegenstander uitslag | tegenstander uitslag | tegenstander uitslag | tegenstander uitslag | rang           |
| -------------- | ------------ | -------------------- | -------------------- | -------------------- | -------------------- | -------------------- | -------------- |
| Nikolina Čačić | vedergewicht | Ramirez W 5 - 0      | Veyre V 0 - 5        | niet geplaatst       | niet geplaatst       | niet geplaatst       | niet geplaatst |

### Gymnastiek

#### Turnen
Mannen
| atleet    | onderdeel | kwalificatie | kwalificatie | kwalificatie | kwalificatie | kwalificatie | kwalificatie | kwalificatie | kwalificatie | finale  | finale  | finale  | finale  | finale  | finale  | finale | finale  |
| atleet    | onderdeel | toestel      | toestel      | toestel      | toestel      | toestel      | toestel      | totaal       | positie      | toestel | toestel | toestel | toestel | toestel | toestel | totaal | positie |
| atleet    | onderdeel | vloer        | voltige      | ringen       | sprong       | brug         | rekstok      | totaal       | positie      | vloer   | voltige | ringen  | sprong  | brug    | rekstok | totaal | positie |
| --------- | --------- | ------------ | ------------ | ------------ | ------------ | ------------ | ------------ | ------------ | ------------ | ------- | ------- | ------- | ------- | ------- | ------- | ------ | ------- |
| Tin Srbić | rekstok   | n.v.t.       | n.v.t.       | n.v.t.       | n.v.t.       | n.v.t.       | 14,633       | n.v.t.       | 3 Q          | n.v.t.  | n.v.t.  | n.v.t.  | n.v.t.  | n.v.t.  | 14,900  | n.v.t. | Zilver  |

Vrouwen
| atlete     | onderdeel | kwalificatie | kwalificatie | kwalificatie | kwalificatie | kwalificatie | kwalificatie | finale         | finale         | finale         | finale         | finale         | finale         |
| atlete     | onderdeel | toestel      | toestel      | toestel      | toestel      | totaal       | positie      | toestel        | toestel        | toestel        | toestel        | totaal         | positie        |
| atlete     | onderdeel | sprong       | brug         | balk         | vloer        | totaal       | positie      | sprong         | brug           | balk           | vloer          | totaal         | positie        |
| ---------- | --------- | ------------ | ------------ | ------------ | ------------ | ------------ | ------------ | -------------- | -------------- | -------------- | -------------- | -------------- | -------------- |
| Ana Djerek | balk      | n.v.t.       | n.v.t.       | 11,633       | n.v.t.       | n.v.t.       | 74           | niet geplaatst | niet geplaatst | niet geplaatst | niet geplaatst | niet geplaatst | niet geplaatst |
| Ana Djerek | vloer     | n.v.t.       | n.v.t.       | n.v.t.       | 12,433       | n.v.t.       | 58           | niet geplaatst | niet geplaatst | niet geplaatst | niet geplaatst | niet geplaatst | niet geplaatst |

### Judo
Vrouwen
| atlete        | onderdeel | eerste ronde         | tweede ronde         | derde ronde          | kwartfinale          | halve finale         | herkansing           | finale / BM          | finale / BM    |
| atlete        | onderdeel | tegenstander uitslag | tegenstander uitslag | tegenstander uitslag | tegenstander uitslag | tegenstander uitslag | tegenstander uitslag | tegenstander uitslag | rang           |
| ------------- | --------- | -------------------- | -------------------- | -------------------- | -------------------- | -------------------- | -------------------- | -------------------- | -------------- |
| Barbara Matić | −70 kg    | n.v.t.               | bye                  | Timo W 10-00         | Polleres V 00-01     | niet geplaatst       | Bellandi W 10-00     | Taimazova V 00-01    | 5              |
| Karla Prodan  | −70 kg    | n.v.t.               | Peković W 01-00      | Antomarchi V 00-01   | niet geplaatst       | niet geplaatst       | niet geplaatst       | niet geplaatst       | niet geplaatst |
| Ivana Maranić | +78 kg    | n.v.t.               | Jablonskytė V 00-11  | niet geplaatst       | niet geplaatst       | niet geplaatst       | niet geplaatst       | niet geplaatst       | niet geplaatst |

### Kanovaren

#### Slalom
Mannen
| atleet         | onderdeel  | series | series | series | series | series    | series | halve finale | halve finale | finale         | finale         |
| atleet         | onderdeel  | run 1  | rang   | run 2  | rang   | beste run | rang   | tijd         | rang         | tijd           | rang           |
| -------------- | ---------- | ------ | ------ | ------ | ------ | --------- | ------ | ------------ | ------------ | -------------- | -------------- |
| Matija Marinić | C-1 slalom | 100,33 | 5      | 101,66 | 5      | 100,33    | 5      | 109,94       | 11           | niet geplaatst | niet geplaatst |

#### Sprint
Vrouwen
| atlete                | onderdeel | series   | series | kwartfinale | kwartfinale | halve finale   | halve finale   | finale         | finale         |
| atlete                | onderdeel | tijd     | rang   | tijd        | rang        | tijd           | rang           | tijd           | rang           |
| --------------------- | --------- | -------- | ------ | ----------- | ----------- | -------------- | -------------- | -------------- | -------------- |
| Vanesa Tot            | C-1 200 m | 49,280   | 6 KF   | 48,375      | 5           | niet geplaatst | niet geplaatst | niet geplaatst | niet geplaatst |
| Anamaria Govorčinović | K-1 200 m | 42,901   | 3 KF   | 43,307      | 3           | niet geplaatst | niet geplaatst | niet geplaatst | niet geplaatst |
| Anamaria Govorčinović | K-1 500 m | 1.52,015 | 5 KF   | 1.53,967    | 4           | niet geplaatst | niet geplaatst | niet geplaatst | niet geplaatst |

### Karate

#### Kumite
Mannen
| Atleet      | Onderdeel | Groupsfase             | Groupsfase             | Groupsfase             | Groupsfase             | Groupsfase | Halve Finale           | Finale                 | Finale |
| Atleet      | Onderdeel | Tegenstander Resultaat | Tegenstander Resultaat | Tegenstander Resultaat | Tegenstander Resultaat | Rang       | Tegenstander Resultaat | Tegenstander Resultaat | Rang   |
| ----------- | --------- | ---------------------- | ---------------------- | ---------------------- | ---------------------- | ---------- | ---------------------- | ---------------------- | ------ |
| Ivan Kvesić | +75 kg    | Hamedi W 3 - 2         | Ganjzadeh V 1 - 3      | Gaysinsky V 1 - 4      | Irr W 3 - 1            | 3          | niet geplaatst         | niet geplaatst         | 5      |

### Roeien
Mannen
| atleet                          | onderdeel   | series  | series | herkansingen | herkansingen | kwartfinale | kwartfinale | halve finale | halve finale | finale  | finale |
| atleet                          | onderdeel   | tijd    | rang   | tijd         | rang         | tijd        | rang        | tijd         | rang         | tijd    | rang   |
| ------------------------------- | ----------- | ------- | ------ | ------------ | ------------ | ----------- | ----------- | ------------ | ------------ | ------- | ------ |
| Damir Martin                    | skiff       | 7.09,17 | 1 KF   | bye          | bye          | 7.17,71     | 1 HA/B      | 6.45,27      | 2 FA         | 6.42,58 | Brons  |
| Martin Sinković Valent Sinković | twee-zonder | 6.32,41 | 1 HA/B | bye          | bye          | n.v.t.      | n.v.t.      | 6.15,63      | 1 FA         | 6.15,29 | Goud   |

Legenda: FA=finale A (medailles); FB=finale B (geen medailles); FC=finale C (geen medailles); FD=finale D (geen medailles); FE=finale E (geen medailles); FF=finale F (geen medailles); HA/B=halve finale A/B; HC/D=halve finale C/D; HE/F=halve finale E/F; KF=kwartfinale; H=herkansing

### Schietsport
Mannen
| atleet          | onderdeel               | kwalificaties | kwalificaties | finale         | finale         |
| atleet          | onderdeel               | punten        | rang          | punten         | rang           |
| --------------- | ----------------------- | ------------- | ------------- | -------------- | -------------- |
| Petar Gorša     | 10 m luchtgeweer        | 626,5         | 16            | niet geplaatst | niet geplaatst |
| Petar Gorša     | 50 m geweer 3 houdingen | 1176          | 7 Q           | 427,2          | 5              |
| Miran Maričić   | 10 m luchtgeweer        | 625,0         | 25            | niet geplaatst | niet geplaatst |
| Miran Maričić   | 50 m geweer 3 houdingen | 1178          | 5 Q           | 416,2          | 6              |
| Josip Glasnović | trap                    | 120           | 22            | niet geplaatst | niet geplaatst |

Vrouwen
| atlete          | onderdeel               | kwalificaties | kwalificaties | finale         | finale         |
| atlete          | onderdeel               | punten        | rang          | punten         | rang           |
| --------------- | ----------------------- | ------------- | ------------- | -------------- | -------------- |
| Snježana Pejčić | 10m luchtgeweer         | 622,6         | 31            | niet geplaatst | niet geplaatst |
| Snježana Pejčić | 50 m geweer 3 houdingen | 1169          | 10            | niet geplaatst | niet geplaatst |

Gemengd
| atlete                      | onderdeel            | kwalificatie 1 | kwalificatie 1 | kwalificatie 2 | kwalificatie 2 | finale         | finale         |
| atlete                      | onderdeel            | punten         | rang           | punten         | rang           | punten         | rang           |
| --------------------------- | -------------------- | -------------- | -------------- | -------------- | -------------- | -------------- | -------------- |
| Petar Gorša Snježana Pejčić | 10m luchtgeweer team | 624,2          | 17             | niet geplaatst | niet geplaatst | niet geplaatst | niet geplaatst |

### Taekwondo
Mannen
| atleet      | onderdeel | eerste ronde         | kwartfinale          | halve finale         | herkansing           | finale / BM          | finale / BM    |
| atleet      | onderdeel | tegenstander uitslag | tegenstander uitslag | tegenstander uitslag | tegenstander uitslag | tegenstander uitslag | rang           |
| ----------- | --------- | -------------------- | -------------------- | -------------------- | -------------------- | -------------------- | -------------- |
| Toni Kanaet | -80 kg    | Martínez W 21 - 15   | Khramtsov V 0 - 22   | niet geplaatst       | Sawadogo W 30 - 10   | Rafalovich W 24 - 18 | Brons          |
| Ivan Šapina | +80 kg    | Sansores W 6 - 4     | Sun H V 6 - 8        | niet geplaatst       | niet geplaatst       | niet geplaatst       | niet geplaatst |

Vrouwen
| atlete         | onderdeel | eerste ronde         | kwartfinale          | halve finale         | herkansing           | finale / BM          | finale / BM    |
| atlete         | onderdeel | tegenstander uitslag | tegenstander uitslag | tegenstander uitslag | tegenstander uitslag | tegenstander uitslag | rang           |
| -------------- | --------- | -------------------- | -------------------- | -------------------- | -------------------- | -------------------- | -------------- |
| Kristina Tomić | -49 kg    | Ramírez V 5 - 25     | niet geplaatst       | niet geplaatst       | niet geplaatst       | niet geplaatst       | niet geplaatst |
| Matea Jelić    | -67 kg    | Lee W 22 - 2         | Titoneli W 30 - 9    | McPherson W 15 - 4   | bye                  | Williams W 25 - 22   | Goud           |

### Tafeltennis
Mannen
| atleet                                            | onderdeel | voorronde            | eerste ronde         | tweede ronde         | derde ronde          | vierde ronde           | kwartfinale          | halve finale         | finale / BM          | finale / BM    |
| atleet                                            | onderdeel | tegenstander uitslag | tegenstander uitslag | tegenstander uitslag | tegenstander uitslag | tegenstander uitslag   | tegenstander uitslag | tegenstander uitslag | tegenstander uitslag | rang           |
| ------------------------------------------------- | --------- | -------------------- | -------------------- | -------------------- | -------------------- | ---------------------- | -------------------- | -------------------- | -------------------- | -------------- |
| Andrej Gaćina                                     | enkelspel | bye                  | Fanny W 4 - 0        | Lebesson V 0 - 4     | niet geplaatst       | niet geplaatst         | niet geplaatst       | niet geplaatst       | niet geplaatst       | niet geplaatst |
| Tomislav Pucar                                    | enkelspel | bye                  | bye                  | Tokić V 0 - 4        | niet geplaatst       | niet geplaatst         | niet geplaatst       | niet geplaatst       | niet geplaatst       | niet geplaatst |
| Andrej Gaćina Frane Tomislav Kojić Tomislav Pucar | team      | n.v.t.               | n.v.t.               | n.v.t.               | n.v.t.               | Chinees Taipei V 0 - 3 | niet geplaatst       | niet geplaatst       | niet geplaatst       | niet geplaatst |

### Tennis
Mannen
| atlete                   | onderdeel  | eerste ronde                      | tweede ronde                     | derde ronde                              | kwartfinale                                | halve finale                   | finale / BM                       | finale / BM    |
| atlete                   | onderdeel  | tegenstander uitslag              | tegenstander uitslag             | tegenstander uitslag                     | tegenstander uitslag                       | tegenstander uitslag           | tegenstander uitslag              | rang           |
| ------------------------ | ---------- | --------------------------------- | -------------------------------- | ---------------------------------------- | ------------------------------------------ | ------------------------------ | --------------------------------- | -------------- |
| Marin Čilić              | enkelspel  | Menezes W 6-7(5-7), 7-5, 7-6(9-7) | Carreño V 7-5, 4-6, 4-6          | niet geplaatst                           | niet geplaatst                             | niet geplaatst                 | niet geplaatst                    | niet geplaatst |
| Marin Čilić Ivan Dodig   | dubbelspel | n.v.t.                            | Daniel / Nishioka W 6-2, 6-4     | } Ram / Tiafoe W 6-3, 7-5                | Murray / Salisbury W 4-6, 7-6(7-2), [10-7] | Daniell / Venus W 6-2, 6-2     | Mektić / Pavić V 4-6, 6-3, [6-10] | Zilver         |
| Nikola Mektić Mate Pavić | dubbelspel | n.v.t.                            | Demoliner / Melo W 7-6(8-6), 6-4 | Musetti / Sonego W 7-5, 6-7(5-7), [10-7] | McLachlan / Nishikori W 6-3, 6-3           | Krajicek / Sandgren W 6-4, 6-4 | Čilić / Dodig W 6-4, 3-6, [10-6]  | Goud           |

Vrouwen
| atlete                   | onderdeel  | eerste ronde                | tweede ronde                   | derde ronde              | kwartfinale          | halve finale         | finale / BM          | finale / BM    |
| atlete                   | onderdeel  | tegenstander uitslag        | tegenstander uitslag           | tegenstander uitslag     | tegenstander uitslag | tegenstander uitslag | tegenstander uitslag | rang           |
| ------------------------ | ---------- | --------------------------- | ------------------------------ | ------------------------ | -------------------- | -------------------- | -------------------- | -------------- |
| Donna Vekić              | enkelspel  | Garcia W 6-2, 6-7(2-7), 6-3 | Sabalenka W 6-4, 3-6, 7-6(7-3) | Rybakina V 6-7(3-7), 4-6 | niet geplaatst       | niet geplaatst       | niet geplaatst       | niet geplaatst |
| Donna Vekić Darija Jurak | dubbelspel | n.v.t.                      | Terugtrekking op 25 juli       | niet geplaatst           | niet geplaatst       | niet geplaatst       | niet geplaatst       | niet geplaatst |

Gemengd
| atlete                  | onderdeel  | eerste ronde                                   | kwartfinale          | halve finale         | finale / BM          | finale / BM    |
| atlete                  | onderdeel  | tegenstander uitslag                           | tegenstander uitslag | tegenstander uitslag | tegenstander uitslag | rang           |
| ----------------------- | ---------- | ---------------------------------------------- | -------------------- | -------------------- | -------------------- | -------------- |
| Darija Jurak Ivan Dodig | dubbelspel | Pavljoetsjenkova / Roebljov V 7-5, 4-6, [9-11] | niet geplaatst       | niet geplaatst       | niet geplaatst       | niet geplaatst |

### Waterpolo
Mannen
| Atleten | Onderdeel | Resultaat | Prestatie |
| --- | --------- | --------- | --------- |
| Marko Bijač Marko Macan Loren Fatović Luka Lončar Maro Joković Luka Bukić Ante Vukičević Andro Bušlje Lovre Miloš Josip Vrlić Paulo Obradović Xavier García Ivan Marcelić | mannen    | 5         | zie onder |

| Groep |            |             |             |             |            |            |            |            |        |
| #     | Land       | Wedstrijden | Wedstrijden | Wedstrijden | Doelpunten | Doelpunten | Doelpunten | Doelpunten | Punten |
| #     | Land       | G           | W           | G           | V          | V          | T          | Saldo      | Punten |
| 1     | Spanje     | 5           | 5           | 0           | 0          | 61         | 31         | +30        | 10     |
| 2     | Kroatië    | 5           | 3           | 0           | 2          | 62         | 46         | +16        | 6      |
| 3     | Servië     | 5           | 3           | 0           | 2          | 70         | 46         | +24        | 6      |
| 4     | Montenegro | 5           | 2           | 0           | 3          | 54         | 56         | -2         | 4      |
| 5     | Australië  | 5           | 2           | 0           | 3          | 49         | 60         | -11        | 4      |
| 6     | Kazachstan | 5           | 0           | 0           | 5          | 35         | 92         | -57        | 0      |

| Ronde                 | Datum           | Lokale tijd | MEZT      | Land       | Score      | Land             |  |
| --------------------- | --------------- | ----------- | --------- | ---------- | ---------- | ---------------- |  |
| groepsfase            |                 |             |           |            |            |                  |  |
| 25 juli 2021          | 19:50           | 12:50       | Kroatië   | 23 - 7     | Kazachstan |                  |  |
| 27 juli 2021          | 19:50           | 12:50       | Australië | 11 - 8     | Kroatië    |                  |  |
| 29 juli 2021          | 15:30           | 08:30       | Kroatië   | 13 - 8     | Montenegro |                  |  |
| 31 juli 2021          | 15:30           | 08:30       | Kroatië   | 14 - 12    | Servië     |                  |  |
| 2 augustus 2021       | 15:30           | 08:30       | Spanje    | 8 - 4      | Kroatië    |                  |  |
|                       |                 |             |           |            |            |                  |  |
| kwartfinale           | 4 augustus 2021 | 14:00       | 07:00     | Hongarije  | 15 - 11    | Kroatië          |  |
|                       |                 |             |           |            |            |                  |  |
| plaatsing 5 - 8       | 6 augustus 2021 | 14:00       | 07:00     | Montenegro | 10 - 12    | Kroatië          |  |
|                       |                 |             |           |            |            |                  |  |
| wedstrijd om plaats 5 | 8 augustus 2021 | 11:00       | 04:00     | Kroatië    | 14 - 11    | Verenigde Staten |  |

### Wielersport

#### Wegwielrennen
Mannen
| atleet      | onderdeel    | tijd   | rang   |
| ----------- | ------------ | ------ | ------ |
| Josip Rumac | wegwedstrijd | opgave | opgave |

### Worstelen

#### Grieks-Romeins
Mannen
| atleet         | onderdeel | eerste ronde         | kwartfinale          | halve finale         | herkansing           | finale / BM          | finale / BM |
| atleet         | onderdeel | tegenstander uitslag | tegenstander uitslag | tegenstander uitslag | tegenstander uitslag | tegenstander uitslag | rang        |
| -------------- | --------- | -------------------- | -------------------- | -------------------- | -------------------- | -------------------- | ----------- |
| Božo Starčević | −77 kg    | Mnatsakanian W 3 - 1 | Geraei V 1 - 3       | niet geplaatst       | niet geplaatst       | niet geplaatst       | 9           |
| Ivan Huklek    | −87 kg    | Stefanowicz W 3 - 1  | Assakalov W 3 - 1    | Belenjoek V 1 - 3    | bye                  | Datunashvili V 1 - 3 | 5           |

### Zeilen
Mannen
| atleet                       | onderdeel | race | race | race | race | race | race | race | race | race | race | race   | race   | race | netto punten | eindnotering |
| atleet                       | onderdeel | 1    | 2    | 3    | 4    | 5    | 6    | 7    | 8    | 9    | 10   | 11     | 12     | M    | netto punten | eindnotering |
| ---------------------------- | --------- | ---- | ---- | ---- | ---- | ---- | ---- | ---- | ---- | ---- | ---- | ------ | ------ | ---- | ------------ | ------------ |
| Tonči Stipanović             | Laser     | 15   | 6    | 3    | 22   | 13   | 4    | 5    | 11   | 7    | 10   | n.v.t. | n.v.t. | 8    | 82           | Zilver       |
| Šime Fantela Mihovil Fantela | 49er      | 4    | 14   | 8    | 13   | 13   | 6    | 14   | 3    | DSQ  | 1    | 10     | 2      | 1    | 106          | 8            |

Vrouwen
| atleet         | onderdeel    | race | race | race | race | race | race | race | race | race | race | race   | race   | race           | netto punten | eindnotering |
| atleet         | onderdeel    | 1    | 2    | 3    | 4    | 5    | 6    | 7    | 8    | 9    | 10   | 11     | 12     | M              | netto punten | eindnotering |
| -------------- | ------------ | ---- | ---- | ---- | ---- | ---- | ---- | ---- | ---- | ---- | ---- | ------ | ------ | -------------- | ------------ | ------------ |
| Elena Vorobeva | Laser Radial | 11   | 2    | 13   | 41   | 16   | 15   | 7    | 21   | 18   | 23   | n.v.t. | n.v.t. | niet geplaatst | 126          | 12           |

### Zwemmen
Mannen
| atleet          | onderdeel         | series  | series | halve finale   | halve finale   | finale         | finale         |
| atleet          | onderdeel         | tijd    | rang   | tijd           | rang           | tijd           | rang           |
| --------------- | ----------------- | ------- | ------ | -------------- | -------------- | -------------- | -------------- |
| Nikola Miljenić | 50 m vrije slag   | 22,14   | 19     | niet geplaatst | niet geplaatst | niet geplaatst | niet geplaatst |
| Nikola Miljenić | 100 m vrije slag  | 49,25   | 28     | niet geplaatst | niet geplaatst | niet geplaatst | niet geplaatst |
| Nikola Miljenić | 100 m vlinderslag | 52,68   | 40     | niet geplaatst | niet geplaatst | niet geplaatst | niet geplaatst |
| Ema Rajić       | 50 m vrije slag   | 26,49   | 45     | niet geplaatst | niet geplaatst | niet geplaatst | niet geplaatst |
| Ema Rajić       | 100 m schoolslag  | 1.10,02 | 33     | niet geplaatst | niet geplaatst | niet geplaatst | niet geplaatst |